# Ocellularia rhabdospora
Ocellularia rhabdospora är en lavart som först beskrevs av William Nylander och som fick sitt nu gällande namn av Karl Martin Redinger 1936. 
Ocellularia rhabdospora ingår i släktet Ocellularia och familjen Thelotremataceae. Inga underarter finns listade i Catalogue of Life.